# Chiesa cattolica nell'Europa centrale (1800-1850)
Possiamo sottolineare questi aspetti nello sviluppo della Chiesa nei Paesi di lingua tedesca, nel periodo 1814-1848.

## La fine dei principati ecclesiastici
Il Congresso di Vienna mantiene la decisione presa da Napoleone di sopprimere i Principati Ecclesiastici, ossia quei Regni o Stati germanici (il più delle volte minuscoli), che avevano la caratteristica di essere governati da Vescovi, Arcivescovi o Cardinali locali.
Il fenomeno è noto col nome di secolarizzazione. Gli storici Lortz e Bihlmeyer-Tüchle ne parlano con toni amari e dolorosi, come una ingiustizia, un impoverimento, uno sconvolgimento (mentre sono più freddi di fronte a fatti analoghi in altri paesi).
Certamente possiamo dire che il processo di secolarizzazione dei principati ecclesiastici tedeschi fu un processo storicamente inevitabile, anche se le sue cause immediate furono politiche, e per certi versi ha anticipato la fine del potere temporale del papa. Se fu di fatto un impoverimento, in realtà, alla lunga, mostrò il suo lato positivo, la riscoperta della vera identità del vescovo (non più un amministratore e un politico, ma un pastore d'anime). Generalmente comunque fu duro il superamento della mentalità dell'ancien règime.
A Vienna nasceva contemporaneamente la Confederazione Germanica, compromesso fra tendenze unitarie e particolaristiche, il cui programma, all'art. 6, stabiliva l'uguaglianza di tutti i cittadini di fronte alla legge senza distinzioni religiose (giuridicamente è il superamento del cuius regio eius et religio della pace di Augusta).

## Verso il superamento del giuseppinismo
La vittoria della Chiesa sulle tendenze autonomistiche delle Chiese locali è il fenomeno essenziale della storia della Chiesa nell'Ottocento. Questi fenomeni locali assumono nomi e forme diverse a seconda dei paesi: giuseppinismo in Austria, febronianesimo in Germania, gallicanesimo in Francia; nomi diversi per indicare un'identica realtà: il tentativo di rendere la Chiesa locale autonoma da Roma e dal papa.
In Germania il febronianesimo vive la sua fase di declino (sarà sconfitto con il concordato austriaco del 1855). Come in Francia per il gallicanesimo, anche in Germania non mancano campioni in ritardo del febronianesimo. Emerge soprattutto Ignazio Enrico von Wessenberg (1774-1860), vescovo di Magonza e Ratisbona (dopo essere stato a 28 anni Vicario generale, non sacerdote, della diocesi di Costanza), che propone una riforma della Chiesa riassumibile in questi punti:
1. lingua volgare nella liturgia
2. semplificazione del culto
3. opposizione al celibato ecclesiastico
4. sinodi diocesani con potere legislativo dei sacerdoti
5. ampia facoltà in materia matrimoniale ai vescovi
6. tendenza ad una Chiesa indipendente da Roma.

Il tutto era inserito però in un contesto nazionalistico ed antiromano.
In Austria il giuseppinismo era duro a morire. Le posizioni non sono univoche: l'imperatore Francesco I oscillava fra tendenze antigiuseppiniste e quelle regaliste; l'episcopato preferiva l'attesa paziente piuttosto che l'aperta resistenza; il clero più vecchio era educato ai principi giuseppini, mentre quello giovane auspicava una maggiore indipendenza dallo Stato. Di certo c'era che lo spirito della legislazione giuseppina era venuto meno: non si tendeva più ad una Chiesa nazionale in funzione dello Stato. Per es. sulle nomine dei vescovi si cominciava a consultare il papa. Dopo il 1848 le due parti si avvicinano ed i vescovi sentono la necessità di un legame più stretto con Roma.
Nel 1817 la Santa Sede stipulava un concordato con la Baviera. Malgrado le tendenze regaliste del Sovrano bavarese, il concordato riconosce le prerogative della Chiesa (ma la religione cattolica, a differenza per esempio del concordato con Napoli del 1818, non è religione di Stato) e le difende (censura, controllo dell'istruzione, libertà di comunicazione con Roma). Il prezzo pagato dalla Chiesa è quello di sempre: la nomina dei vescovi è affidata allo Stato, ed è reso obbligatorio il giuramento di fedeltà dei vescovi.

## Il risveglio religioso in Germania ed Austria
Questo aspetto è segnalato da un duplice tipo di pietà: una illuminista, razionale, fredda; l'altra più calda e che lascia grande spazio al sentimento (rosario, processioni col Santissimo, solennità pubbliche...). Quest'ultima sarà quella vincente. Ricordiamo alcuni nomi.
Clemente Maria Hofbauer (1751-1820), redentorista, predicatore intransigente, combattivo, ultramontano, che ebbe grande influsso su professori, pittori, ecclesiastici, politici. Diede grande influsso alla pietà eucaristica.
Johann Michael Sailer (1751-1832), predicatore, scrittore, spirito mite ed ecumenico, promuove una pietà fondata sulla Bibbia e sui Padri (si è detto che con Sailer la Germania ha imparato di nuovo a pregare).
Johann Adam Möhler (1796-1838) che ebbe grande influsso sulla Germania (e sui vescovi tedeschi al Concilio Vaticano I) per la sua ecclesiologia, una via media tra episcopalismo ed ultramontanesimo rigido. Il primato papale è visto come principio e fondamento dell'unione vitale del corpo ecclesiastico (papa = capo del collegio dei vescovi).

## Il conflitto per i matrimoni misti in Prussia
Questo conflitto nacque quando il re prussiano Federico Guglielmo III (1797-1840) attuò una politica tendente ad un sincretismo religioso e alla protestantizzazione della Renania, attraverso matrimoni misti senza cauzioni di educazione cattolica della prole. Nel 1825 infatti si estendeva alla Renania la disposizione del 1803 di educare i figli nella religione del padre.
I vescovi si rivolgono a Roma, ma Pio VIII si mostra fin troppo cauto e nel breve del 25 marzo 1830 concede che, in mancanza delle basi di una educazione cattolica, i preti assistano passivamente ai matrimoni misti senza dare la benedizione (cosa questa che il governo invece voleva, cioè la celebrazione solenne del matrimonio misto, con benedizione ecclesiastica). Per questo, solo dopo iniziali difficoltà, il governo prussiano accettò il breve e lo fece trasmettere ai Vescovi.
Ma nel 1834 l'arcivescovo di Colonia Spiegel e il rappresentante prussiano a Roma Bunsen firmarono una convenzione segreta a Berlino, che svuotava di contenuto il breve papale.
Alla morte dello Spiegel (1835), divenne arcivescovo di Colonia il Droste-Vischering, uomo poco disposto ai compromessi, solitario e ascetico, che ispirava poche simpatie attorno a sé. Nella questione dei matrimoni misti egli era contrario alla convenzione di Berlino, informò il governo che voleva attenersi solo al breve di Pio VIII e non ebbe paura degli ultimatum del governo che gli chiedevano di cedere. Il 20 novembre 1837 il Droste venne arrestato con l'accusa di attività rivoluzionaria.
Il papa Gregorio XVI, il 10 dicembre 1837, protestò formalmente contro l'arresto. Nel discorso il papa premette una chiara sintesi dei fatti, ricusò la convenzione di Berlino e accusò la Prussia per il suo atteggiamento nella questione dei matrimoni misti. Un mese dopo il polemista Görres, con lo scritto polemico "Athanasius" (Atanasio, affari di Colonia nella traduzione in lingua italiana), esaltava il Droste come il difensore delle libertà della Chiesa ed accusava lo Stato di soprusi. Seguirono numerosi altri scritti con lo stesso tono (si rafforza l'ultramontanismo tedesco), e per protesta Ketteler rinunciava alla carriera statale. Nacque un vero e proprio movimento di base che scosse l'indifferenza con cui prima i cattolici accettavano le invadenze statali.
La svolta e la soluzione della crisi si ebbe con l'avvento al trono di Federico Guglielmo IV (giugno 1840). Si giunse ad un compromesso: lo Stato liberava il Droste e un altro vescovo (il polacco Dunin), mentre il Droste stesso doveva rinunziare a Colonia e ritirarsi. Lo Stato rinunciava poi ai placet e all'intervento nella pratica dei matrimoni misti, lasciava liberi i vescovi di comunicare con Roma e garantiva libere elezioni vescovili.

## Il Concordato con l'Austria del 1855
Questo Concordato fu stipulato il 18 agosto 1855.
All'art. 2, riconosce il primato di giurisdizione del papa su tutta la Chiesa, da cui ne consegue
- che la Chiesa ha diritto a piena libertà (eliminate tutte le misure restrittive del giuseppinismo: libertà di culto, di delimitazione di diocesi, di convocazione di sinodi, di istituzione di parrocchie, di ordinazione dei sacerdoti, ecc.; è abrogato il placet e resa libera la comunicazione con Roma; la Chiesa rinuncia di fatto, ma non in principio, al foro ecclesiastico);

- che lo Stato riconosce l'indipendenza della Chiesa e le presta il suo aiuto (leggi contro le offese alla religione e alla Chiesa, contro i libri immorali; insegnamento secondo la dottrina cattolica, sono esclusi i professori acattolici, controllo episcopale sulle scuole).

Il prezzo di questa “presunta libertà” è sempre lo stesso: la nomina dei vescovi è ancora rimessa all'imperatore, a cui si deve anche il giuramento di fedeltà.
Il concordato rappresentava una vittoria per la Chiesa:
- perché è sconfitto definitivamente il giuseppinismo settecentesco

- e perché si rinuncia ai principi del 1789, che propugnavano una separazione fra Chiesa e Stato.

Le reazioni in Austria non furono affatto favorevoli. Basti ricordare la famosa affermazione di un Ministro dell'Imperatore, che espresse questo giudizio negativo: "Ebbi l'impressione di una Canossa, in cui l'Austria del sec. XIX veniva, in sacco e cenere, a far penitenza del suo giuseppinismo del sec. XVIII..."
Certamente, per la Chiesa austriaca, il concordato del 1855 favorì la vita cristiana e il libero sviluppo; ma il tentativo di difendere i diritti e le libertà della Chiesa si basava non sul principio (sempre più diffuso) della libertà per tutti, ma su una “anacronistica” alleanza con i regimi assoluti. In molti suoi punti infatti il concordato era in stridente contrasto con i principi a cui si ispirava la mentalità moderna, favorevole ad una maggiore distinzione delle due società e ad una maggiore autonomia della Chiesa (vedi, la nomina dei vescovi). Per questo il concordato durò poco, una quindicina d'anni, fin quando i liberali non presero il sopravvento anche in Austria.